# La Deux
La Deux fue un canal de televisión nacional de Bélgica, cuyo propietario fue la organización de televisión de servicio público en lengua francesa llamado por sus siglas en francés RTBF. Fue fusionado con Pure FM creando Tipik el 7 de septiembre de 2020.

## Historia

### De RTbis a Télé 2
El canal remonta sus inicios a la introducción del color en la RTB el 1 de enero de 1971. Entre 1971 y 1977, el único canal de la RTB se desdobló con un canal en VHF y otro en UHF. Así, algunos programas, producidos en blanco y negro, se emitían por el canal en VHF (actual La Une), mientras que los programas producidos en color se emitían por el nuevo canal en UHF, cuya área de cobertura se extendió en 1977, siendo transformado en RTBis.
El 26 de marzo de 1977, La Deux comenzó sus emisiones como RTbis, emitiendo solamente repeticiones de la programación de la RTBF 1 en horario nocturno, y manteniendo las emisiones hasta 1979.
En 1979, RTbis fue reemplazado por Télé 2, el cual emitió hasta 1988.

### Télé 21, cambia a RTBF La Deux
El 21 de marzo de 1988, Télé 2 fue reemplazada por Télé 21. Este canal los domingos emitía en simulcast la programación del canal principal, RTBF 1, También emitía los boletines informativos de las 19:30 de RTBF1 con lenguaje de signos. Su programación consistía de eventos en directo (sobre todo deportivos) y emisión de películas, música y documentales socioculturales.
En 1993, Télé 21 se dividió en dos canales, Arte 21 y Sports 21 (el cual emitía sobre la frecuencia antigua), ambos canales emitieron hasta marzo de 1994 cuando el contrato entre RTBF y Arte fue suspendido.
A finales de octubre de 1994, Télé 21 pasó a ser conocida simplemente por 21.
El 1 de marzo de 1997, RTBF 21 se divide por segunda vez, pero esta vez pasó a ser conocida como Eurosport 21, la cual emitía en simulcast con Eurosport gran parte de su programación diaria. El resto de la programación no deportiva del canal pasó a un nuevo canal llamado RTBF La 2, que se mantuvo en emisión en la misma frecuencia. La programación del nuevo canal consistía fundamentalmente en documentales, programación cultural y cobertura de eventos en directo. Durante la Copa Mundial de Fútbol de 1998, RTBF decidió emitir todos los partidos en sus dos canales principales, La 1 y La 2. Para que el público en general tuviera acceso a la cobertura completa, posteriormente se redistribuyó la emisión a los operadores de pago que transmitieron La Une y La Deux en las redes de cable y satélite en toda la Comunidad Francesa de Bélgica (Región Valona y Región de Bruselas-Capital). RTBF Eurosport 21 cesó sus emisiones en febrero de 1999, cuando se rompió el contrato entre RTBF y Eurosport a causa de la emisión de los contenidos deportivos en abierto por La 1 y La 2.

### La Deux en la actualidad
El 1 de noviembre de 2001, Carine Bratzlavsky fue designada para redactar un cambio de formato del canal. Bratzlavsky había sido coordinadora de producción de Arte-Belgium, la interfaz creada entre la RTBF y el equipo del canal cultural europeo, desde 1995. Anteriormente Bratzlavsky estaba a cargo del segundo canal de la RTBF, en la época llamada Télé 21. En diciembre de 2001, mientras trabajaba en los programas de noticias de la RTBF para el inicio de enero de 2002, se avanzó la fecha para relanzar la nueva versión de La Deux al 21 de marzo. Sin embargo, tras la renuncia del director general de la RTBF, Christian Druitte, se plantearon dudas sobre el calendario y se consideró un retraso
En marzo, la información fue confirmada: el nuevo La Deux se pondría en marcha en septiembre, y el 2 de septiembre se fijó finalmente como fecha de lanzamiento. El objetivo era romper la imagen unmethodical o catchall de La 2, dándole una identidad fuerte, y haciendo un canal propio. El canal fue retitulado La Deux en vez de La 2, y adoptó un nuevo logotipo redondo. El exterior del ident fue revisado completamente, y juega en los colores para distinguir entre las franjas horarias de los niños (tonos amarillos), los adolescentes (verdes) y los adultos (tonos morados). Todo esto va acompañado de un diseño de sonido e ident producido por Marc Moulin. Además de mantener programas antiguos, como Ici Bla-Bla (para niños), se producen muchos programas nuevos. El espectáculo G'nôme, dirigido a 9-14 años, seguido de Tu passes quand tu veux (producido por Barbara Louys y acogido por dos recién llegados: Maureen Louys y David Antoine), cuyo público objetivo son adolescentes.
El 26 de enero de 2004, junto con el canal principal de la RTBF La Une, La Deux vuelve a cambiar su apariencia y logotipo y reorganiza su programación en complementariedad con La Une. En diciembre de 2005, el canal cambia completamente al formato 16: 9.
En 2007, La Une, La Deux, La Trois y RTBF Sat fueron los cuatro canales de la RTBF.
En 2011, la emisión analógica de La Deux cesó sus emisiones en Valonia. La Une y La Trois dejaron de transmitir también.
En 2014, La Une, La Deux, La Trois y Arte Belgique son los cuatro canales de televisión de la RTBF.

## Programación
La programación de La Deux se compone de talkshows, dramas locales, dramas de Estados Unidos y Reino Unido, noticias, deportes, películas, actualidad y también programas juveniles, complementando el canal principal de la RTBF, La Une. La Deux también se considera equivalente a su contraparte flamenca (lengua holandesa), VRT Canvas, que también sigue la misma estructura de programación.
Algunos programas de los canales franceses, France 2 y France 3 también se están transmitiendo en este canal.
Tras la llegada de Yves Bigot, exdirector de entretenimiento de France 2, como director de programación de la RTBF, la programación del canal ha experimentado una renovación con las siguientes características:
- Trasladar series de culto estadounidenses de La Une a La Deux.
- Transmisión de telenovelas americanas por la tarde.
- Jueves por la noche es la noche de humor con la difusión de actuaciones de comedia francesa.
- Las noches del martes, miércoles y viernes están reservadas para películas con bonificación y analizadas por Cathy Immelen, la "Miss Cinema" de la RTBF, después de cada película.
- Los lunes y los domingos son reservados para documentales.
- El programa juvenil Bla-Bla evoluciona con el uso de un conjunto virtual.

El canal que antes carecía de una programación de identidad y variable ahora se ejecuta en temas específicos:
- Documentales
- Series y series de culto
- Cine para cinéfilos
- Comedia
- Cultura, música y sociedad
- Deportes

### Informativos
Hasta el lanzamiento de La Trois el 30 de noviembre de 2007, La Deux emitía simultáneamente los boletines informativos de las 19:30 de su canal principal, La Une, en lengua de signos. Ahora, La Deux ya no emite los boletines de La Une.
De 1994 a 2000, La Deux emitió JT Soir, alternando con su canal hermano, La Une en algunos días, que La Une también transmitió esta edición como una repetición, antes de la clausura.
En 2000, JT Soir comenzó a transmitir diariamente en RTBF La Deux y ha continuado haciéndolo hoy. Desde 2006, La Deux emitió Le 12 Minutes. Cada noche, es presentado por Eric Boever.
El 21 de marzo de 2011, como parte de la mayor renovación de la RTBF en sus informativos y nuevas intros, La Deux más tarde estrenó otro boletín para este canal, Le 15 Minutes, presentado actualmente por Ophélie Fontana y Jonathan Bradfer, y emitido a las 19:00.

## Identidad Visual

### Logotipos

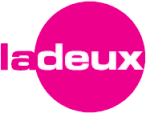
Logotipo de La Deux del 26 de enero de 2004 al 16 de diciembre de 2011 y desde septiembre de 2014.
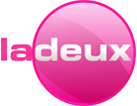
Logotipo de La Deux del 16 de diciembre de 2011 a septiembre de 2014.
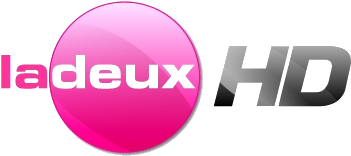
Logotipo de La Deux HD desde el 16 de diciembre de 2011.

### Eslóganes
- Actualmente : « Deux fois plus de plaisir » (Doblemente divertido)

## Organización

### Dirigentes
Administrador general :
- Jean-Paul Philippot

Director de programación :
- François Tron

### Capital
El capital de La Deux pertenece en su totalidad al grupo audiovisual público RTBF.

## Audiencias
Fuente : Centre d'Information sur les Médias.
| 1997  | 1998  | 1999  | 2000  | 2001  | 2002  | 2003  | 2004  | 2005  | 2006  | 2007  | 2008  | 2009  | 2010  | 2011  | 2012  | 2013  | 2014  | 2015  | 2016  |
| ----- | ----- | ----- | ----- | ----- | ----- | ----- | ----- | ----- | ----- | ----- | ----- | ----- | ----- | ----- | ----- | ----- | ----- | ----- | ----- |
| 2,3 % | 2,5 % | 3,1 % | 3,4 % | 3,6 % | 3,4 % | 3,4 % | 3,6 % | 3,0 % | 4,9 % | 4,5 % | 5,1 % | 4,7 % | 5,8 % | 4,8 % | 5,4 % | 4,5 % | 5,5 % | 4,8 % | 5,9 % |

Con una audiencia media de 5,9 % de cuota de mercado en 2016, La Deux es la tercera cadena belga francófona con más espectadores, por detrás de RTL-TVI con 24,1 % y La Une con un 13 % y por delante de AB3 con un 5,3 %.